# Жан Янн
Жан Янн (фр. Samuel Le Bihan; справжнє ім'я та прізвище — Жан Роже Гойє (фр. Jean Roger Gouyé) нар. 18 липня 1933, Ле-Ліла, (Сена-Сен-Дені), Франція — 23 травня 2003, Морсен (Марна), Франція) —  французький актор, режисер, сценарист. Знявся у понад 100 кіно- та телефільмах у Франції, Швейцарії, Великій Британії, Канаді. Окрім роботи в кіно був також відомий як композитор та виконавець пісень. Володар призу за найкращу чоловічу роль 25-го Каннського кінофестивалю (1972).

## Біографія
Жан Янн (Жан Роже Гуйє) народився 18 липня 1933 року у місті Ле-Ліла, департамент Сена-Сен-Дені у Франції. Дебютував в кіно у 18-річному віці. До кар'єри актора займався журналістикою.
У кіно з 1964 року (фільм режисера Алена Жессюа «Життя навиворіт»). 1967 року у фільмі «Вікенд» Жана-Люка Годара зіграв одну зі своїх значних ролей, створивши образ самовпевненого буржуа. Знімався у фільмах режисерів: Клода Шаброля — «Нехай помре звір» (1969) і «М'ясник» (1970); Моріса Піали — «Ми не зістаримося разом» (1972, Приз Каннського МКФ за найкращу чоловічу роль); Андре Кайята — «В інтересах держави» (1978).
Найвідоміший з фільмів Жана Янна як режисера — «Китайці у Парижі» (1974) — політична сатира, що нігілістично заперечує культурні цінності і будь-які політичні системи. У 1983 році поставив фільм «Без чверті два до нашої ери».
Помер 23 травня 2003 року від серцевого нападу під час зйомок фільму «Атомний цирк: Повернення Джеймса Батлла» Тьєррі та Дідьє Пуаро.

## Особисте життя
Був одружений з французькою акторкою Мімі Кутельє (нар. 1956). У пари двоє дітей.

## Фільмографія (вибіркова)
Актор
| Рік  | Назва                             | Оригінальна назва                                      | Роль                                 |
| ---- | --------------------------------- | ------------------------------------------------------ | ------------------------------------ |
| 1952 | Шкіряний ніс                      | Nez de cuir                                            | епізод (в титрах не вказаний)        |
| 1964 | Життя навиворіт                   | La vie à l'envers                                      | месьє Кербель                        |
| 1965 | Скажи мені, хто убив              | Dis-moi qui tuer                                       | Федеруччі                            |
| 1966 | Святий виходить на слід           | Le Saint prend l'affût                                 | Мюллер-Штрассе                       |
| 1966 | Демаркаційна лінія                | La Ligne de démarcation                                | Трико, учитель                       |
| 1967 | Вікенд                            | Weekend                                                | Ролан                                |
| 1969 | М'ясник                           | Le Boucher                                             | Пополь                               |
| 1969 | Еротіссімо                        | Erotissimo                                             | Філіп                                |
| 1969 | Нехай помре звір                  | Que La Bete Meure                                      | Поль Декурт                          |
| 1971 | Смертельне доручення              | Le saut de l'ange                                      | Луї Орсіні                           |
| 1971 | Повернення докучливої комашки     | Fantasia chez les ploucs                               | Док Нунан                            |
| 1972 | Ми не зістаримося разом           | Nous ne vieillirons pas ensemble                       | Жан                                  |
| 1972 | Усі прекрасні, усі добрі          | Tout le monde il est beau, tout le monde il est gentil | Крістіан Жербер                      |
| 1977 | Перестань називати мене крихіткою | Moi, fleur bleue                                       | Макс                                 |
| 1977 | Обвинувач                         | L'Imprécateur                                          | директор зі зв'язків з громадськістю |
| 1977 | Армагеддон                        | Armaguedon                                             | Луї Карьє                            |
| 1978 | В інтересах держави               |                                                        |                                      |
| 1981 | Асфальт                           | Asphalte                                               | Артюр Колонна                        |
| 1981 | День таксі                        | Une journée en taxi                                    | Мішель                               |
| 1983 | Татко чинить опір                 | Papy fait de la résistance                             | Мурат                                |
| 1987 | Бандит                            | Attention Bandits!                                     | експерт (Сімон Веріні)               |
| 1988 | Швидше за блискавку               | Quicker Than The Eye                                   | інпектор Суттер                      |
| 1991 | Мадам Боварі                      | Madame Bovary                                          | Оме, фармацевт                       |
| 1992 | Індокитай                         | Indochine                                              | Ґай                                  |
| 1993 | Між двох вогнів                   | Profil bas                                             | Плана                                |
| 1994 | Дивися, як падають люди           | Regarde les hommes tomber                              | Сімон                                |
| 1995 | Гусар на даху                     | Le Hussard sur le toit                                 | книгоноша                            |
| 1996 | Безрозсудний Бомарше              | Beaumarchais, l'insolent                               | Луї Гозман                           |
| 1996 | Діти мерзотника                   | Enfants de salaud                                      | Юліус Манденн                        |
| 1996 | Дезіре                            | Désiré                                                 | Корніш                               |
| 1998 | Пліт Медузи                       | Le radeau de la Méduse                                 | Дюруа                                |
| 1999 | Улюблена теща                     | Belle Maman                                            | Поль                                 |
| 1999 | Ходжу як мій батько               | Je règle mon pas sur le pas de mon père                | Бертран                              |
| 2000 | Актори                            | les Acteurs                                            | доктор Белжоде                       |
| 2001 | Братство вовка                    | Le Pacte des loups                                     | граф де Моранжья                     |
| 2001 | Запаморочення від кохання         | Vertiges de l'amour                                    | тесть                                |
| 2002 | Знаки пристрасті                  | Petites coupures                                       | Жерар                                |
| 2002 | Адольф                            | Adolphe                                                | граф                                 |
| 2002 | Розплата                          | Gomez & Tavarès                                        | Тонтон                               |

Режисер, сценарист, проодюсер
| Рік  | Назва                                       | Оригінальна назва                                      | Опис                                             |
| ---- | ------------------------------------------- | ------------------------------------------------------ | ------------------------------------------------ |
| 1971 | Ви заручені з грецьким моряком або пілотом? | Êtes-vous fiancée à un marin grec ou à un pilot        | сценарист                                        |
| 1972 | Усі прекрасні, усі милі                     | Tout le monde il est beau, tout le monde il est gentil | режисер, сценарист                               |
| 1973 | Я хотіти за ці бабки                        | Moi y'en a vouloir des sous                            | режисер, сценарист                               |
| 1974 | Китайці у Парижі                            | Les Chinois à Paris                                    | режисер, сценарист                               |
| 1974 | Кров для Дракули                            | Blood for Dracula                                      | продюсер (з Ендрю Браунсбергом та Енді Ворголом) |
| 1975 |                                             | Chobizenesse                                           | режисер, сценарист, композитор                   |
| 1979 | Я тебе шарпаю, і ти мене шарпаєш за борідку | Je te tiens, tu me tiens par la barbichette            | режисер, сценарист                               |
| 1982 | Без чверті два до нашої ери                 | Deux heures moins le quart avant Jésus-Christ          | режисер, сценарист, композитор                   |
| 1985 | Свобода, рівність, кисла капуста            | Liberté, égalité, choucroute                           | режисер, сценарист, композитор                   |

## Визнання
| Рік                          | Категорія                                 | Фільм                   | Результат |
| ---------------------------- | ----------------------------------------- | ----------------------- | --------- |
| 25-й Каннський кінофестиваль |                                           |                         |           |
| 1972                         | Приз за найкраща чоловіча роль            | Ми не зістаримося разом | Перемога  |
| Премія «Джині»               |                                           |                         |           |
| 1983                         | Найкраще виконання ролі іноземним актором | День таксі              | Номінація |
| Премія «Сезар»               |                                           |                         |           |
| 1993                         | Найкращий актор другого плану             | Індокитай               | Номінація |
| Паризький кінофестиваль      |                                           |                         |           |
| 1999                         | Найкращий актор                           | Ходжу як мій батько     | Перемога  |